# Collado de Montcald
El collado de Montcald es un collado de montaña de 1.578,2 m altitud, situado en el límite de los términos comunales de Llo y de Saillagouse, ambos en el cantón de Saillagouse, en el departamento de Pirineos Orientales (Francia), a la derecha de la reguera de Galamany.
Se encuentra en el tercio septentrional del límite suroeste de la comuna, en el límite con Sallagosa, al sudeste del monte de Montcald.